# Братченко Станіслав Никифорович
Станіслав Никифорович Братченко  (нар.3.09.1936, Красний Луч — †21.02.2011, Київ) — видатний український археолог. Досліджував добу бронзи України та Донщини. Брав участь і керував у Сіверськодонецькій, 2-й Донецькій, Черкаській лівобережній новобудовних та інших ареологічних експедиціях.

## Біографія
Народився Станіслав 3.09.1936 в селищі Красний Луч (нині місто - Хруста́льний) Ворошиловградської області.
Закінчивши школу, 1955 року він вступив до історичного факультету Ростовського університету (нині Південний федеральний університет), звідки після другого курсу (1957 р.) перевівся на історичний факультет Ленінградського університету (нині Санкт-Петербурзький державний університет), який закінчив у 1959 році.
Кілька місяців працює у новочеркаському Музеї історії донського козацтва.

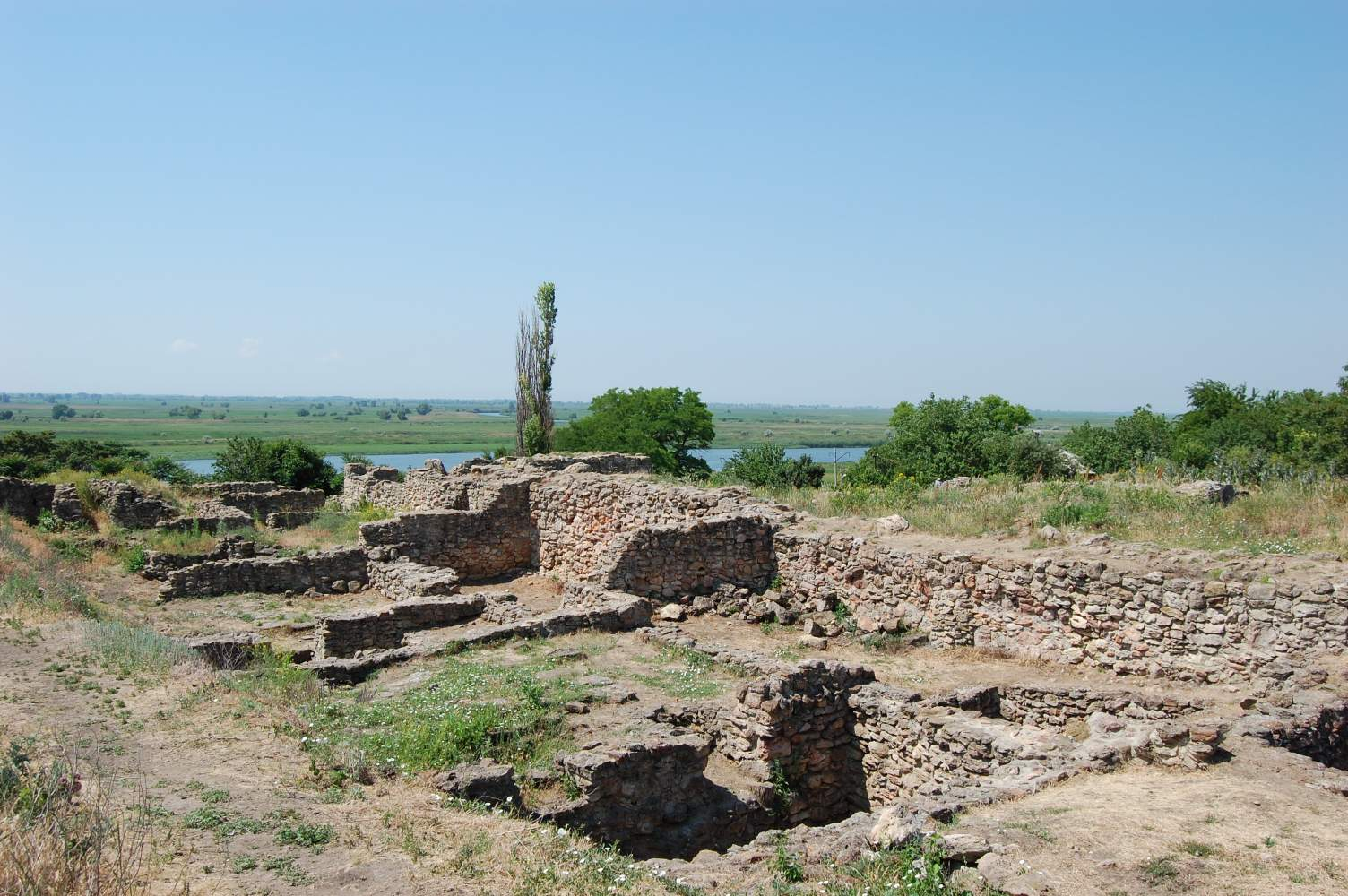
Заповідник «Танаїс»

1960—1964 рр. — науковий співробітник та завідувач археологічного заповідника «Танаїс», що входив до структури Ростовського обласного краєзнавчого музею.
1964—1967 рр. — навчання в очній аспірантурі Інституту археології АН УРСР. Успішно захистив кандидатську дисертацію. Подальше своє життя С. Н. Братченко присвятив польовій археології, а саме організації роботи новобудовних археологічних експедицій.
З 1967 р. — молодший науковий співробітник Інституту археології АН УРСР.
Проводить дослідження Лівенцівського поселення, могильника, Лівенцівської фортеці (Ростовська область — роботи 1965—1966, 1968, 1970 років).
В 70-х роках С. Н. Братченко брав участь у розкопках руйнованих степових курганів в зонах будівництва меліоративних систем на Луганщині та Донецькому Приазов'ї. Тоді склалася школа археологів, польовиків, «школа Братченка» — Я. П. Гершкович, О. Р. Дубовська, В. К. Кульбака, І. О. Післарій, В. Г. Самойленко, С. М. Санжаров, О. М. Смирнов, А. М. Усачук тощо.
З 1980 р. — старший науковий співробітник Інституту археології АН УРСР.
У 1980-х рр. Станіслав Братченко брав участь у новобудовних дослідженнях курганів Черкащини (1983, 1986, 1987 рр.) і Одещини (1989 р.).
На початку 1990-х рр. дослідник знову повертається на Луганщину науковим консультантом спочатку Центрально-Донецької експедиції ІА НАН України (керівник Ю. М. Бровендер), а потім експедиції науково-дослідної лабораторії (згодом Центра «Спадщина») Східноукраїнського національного університету (керівник С. М. Санжаров). У складі останньої археолог протягом шести польових сезонів (1998—2003 рр.), доки дозволяло здоров'я, брав участь у розкопках курганів і поселень на Лівобережжі Сіверського Дінця.
2003 р. дослідник вийшов на заслужену пенсію, продовжуючи активну й плідну наукову працю.
Переважна більшість матеріалів новобудовних експедицій, якими Братченкові довелося керувати на Луганщині, залишалася невиданими. Цьому дослідник присвятив два останні десятиріччя свого життя. Протягом останніх десяти років, страждаючи від браку зору, все-таки підготував і опублікував величезний масив курганних матеріалів з розкопок 1970-х рр. на Луганщині й Донеччині.
У 2003 році колектив наукового центру «Спадщина» спромігся добитися заснування і зареєструвати офіційне серійне видання — мрію С. Н. Братченка — «Матеріали та дослідження з археології Східної України». Саме в цьому виданні С. Н. Братченко опублікував найцінніші свої знахідки. У складі одного з випусків збірника (2006 року) було видано авторську монографію за результатами дослідження згаданої раніше Лівенцівської фортеці.
За кілька років до смерті археолога була завершена підготовка до видання «Лівенцівської фортеці», з'ясувалося, що не вистачає якихось 50-70 сторінок, аби той рукопис подати для захисту докторської дисертації. Та Братченко волів підготувати до друку катакомбні матеріали з його розкопок на Донеччині.
Творчий спадок С. Н. Братченка налічує 75 статей, три індивідуальні та одну колективну монографію.